# Kirchenkreis Berlin Stadtmitte
Der Kirchenkreis Berlin Stadtmitte ist einer von zehn Kirchenkreisen der Evangelischen Kirche Berlin-Brandenburg-schlesische Oberlausitz im Sprengel Berlin. Zu ihm gehören rund 72.000 Gemeindeglieder in 15 Gemeinden beziehungsweise Pfarrsprengeln. Sein Gebiet umfasst den Berliner Bezirk Friedrichshain-Kreuzberg, die Ortsteile Mitte, Prenzlauer Berg, Moabit und Hansaviertel sowie Teile der Ortsteile Tiergarten und Charlottenburg.
Der Kirchenkreis wurde 1998 aus fünf ehemals selbstständigen Kirchenkreisen gebildet. Drei davon lagen im ehemaligen Ostteil (Friedrichshain, Stadt I und Stadt III), zwei – nämlich Kreuzberg und Tiergarten-Friedrichswerder – lagen im ehemaligen Westteil der Stadt. Der Kirchenkreis Tiergarten-Friedrichswerder war durch Beschluss der regionalen Synode im Rahmen der Neugliederung von Kirchenkreisen am 14. Januar 1975 aus dem alten Kirchenkreis Friedrichswerder angelegt worden. Ziel der Fusion im Jahr 1998 war es, unterschiedliche Prägungen aus Ost und West zusammenzuführen und personelle und finanzielle Kräfte zu bündeln. Im Kirchenkreis befinden sich 47 evangelische Kirchengebäude, darunter die mittelalterliche St.-Marien-Kirche im ehemaligen Marienviertel, der Berliner Dom auf der Museumsinsel und der Französische Dom auf dem Gendarmenmarkt.

## Organisation
Die Organisation des Kirchenkreises richtet sich nach den Artikeln 39–65, die die Landeskirche in ihrer Grundordnung festgelegt hat.

### Superintendentur
Der Kirchenkreis wird durch einen Superintendenten geleitet. Er übt die direkte Dienstaufsicht über die ordinierten Mitarbeiter des Kirchenkreises aus. An das Superintendentenamt ist ein Predigtauftrag gebunden. Von 2009 bis 2023 wurde das Amt von Bertold Höcker wahrgenommen. Seit 2023 amtieren Silke Radosh-Hinder und Matthias Lohenner als Team.

### Kreissynode
Das höchste Organ des Kirchenkreises ist, wie von der Grundordnung vorgesehen, die alle sechs Jahre gewählte Kreissynode. Ihr gehören die von den Gemeinden gewählten und die durch die Synode berufenen Mitglieder der Gemeinden des Kirchenkreises sowie der Superintendent oder die Superintendentin an. Die Zahl der ehrenamtlich tätigen Mitglieder der Kreissynode muss höher sein als die der hauptamtlichen. Die Kreissynode des Kirchenkreises Berlin Stadtmitte tagt zwei Mal im Jahr, immer kurz vor der jeweiligen Landessynode, beschließt den Haushalts- und Personalstellenplan und wählt den Kreiskirchenrat. Die Kreissynode wird geleitet von einem aus ihrer Mitte gewählten Präses und zwei Vizepräsides, die gemeinsam das Präsidium bilden. Derzeitiger Präses ist Ralf Fischer.

### Kreiskirchenrat
Der Kreiskirchenrat leitet den Kirchenkreis und vertritt ihn in Rechtsangelegenheiten. Er nimmt die Aufgaben der Kreissynode zwischen deren Tagungen wahr. In seinen monatlichen Sitzungen berät er alle wichtigen Ereignisse und Entwicklungen im Kirchenkreis. Er wirkt mit bei der Stellenbesetzung im Kirchenkreis, regelt die Dienstaufsicht für die Mitarbeiter des Kirchenkreises, verwaltet das Vermögen des Kirchenkreises, führt dessen Haushalt und beaufsichtigt die Vermögens- und Finanzverwaltung der Kirchengemeinden. In allen Fragen arbeitet er eng mit dem für den Kirchenkreis zuständigen Kirchlichen Verwaltungsamt zusammen. Über seine Arbeit erstattet er regelmäßig Bericht vor der Kreissynode.
Vorsitzender des Kreiskirchenrates ist der Superintendent.

### Verwaltung
Um den Kirchenkreis und die Kirchengemeinden zu entlasten, wurde die Verwaltung zentral organisiert. Seit 1. Januar 2012 werden alle Verwaltungsaufgaben vom Kirchlichen Verwaltungsamt Berlin Mitte-Nord übernommen. Es ist zuständig für die Kirchenkreise Berlin Nord-Ost, Reinickendorf, Berlin Stadtmitte und für die Reformierten Kirchengemeinden in Berlin-Brandenburg. Vorstand des Amtes ist Thomas Franken.

## Arbeitsfelder

### Gottesdienste und Spiritualität
Die Gemeinden im Kirchenkreis Berlin Stadtmitte nehmen vielfältige Anlässe und Formen wahr, um Gottesdienste zu feiern. Dazu gehören neben den Sonntags-Gottesdiensten Gottesdienste im Lebensrhythmus – zur Taufe, Konfirmation, Trauung und bei Beerdigungen. Viele Gemeinden haben zusätzlich zielgruppenorientierte Gottesdienste geschaffen.
Das Arbeitsfeld Spiritualität beinhaltet Initiativen, gemeinsame Aktionen und Angebote bzgl. christlichen Glaubens, gelebter Spiritualität, christlicher Gemeinschaft und der Frage nach Gott. Die Gemeinden des Kirchenkreises setzen hier unterschiedliche Schwerpunkte. Auch die kritische inhaltliche Auseinandersetzung mit der christlichen Lehre, der Dialog mit anderen Glaubensformen, der interreligiöse Dialog sowie der Dialog mit Zweifelnden, Suchenden und Nichtglaubenden sind in manchen Gemeinden wichtige Themen. Arbeitsformen sind Glaubenskurse, Diskussionsrunden, Dialogforen und Gruppen zu geistlichen Themen.
Der Kirchenkreis hat daher auch einen eigenen Beauftragten für christliche Spiritualität und eine Bildungsbeauftragte. Gemeinsam haben sie ein breites Bildungsangebot entwickelt, das in die Ausdrucksformen christlicher Spiritualität einführt und vorhandene Spiritualität unterstützt. Der Kirchenkreis ist Förderer des Netzwerkes christliche Spiritualität.
Zu den profilierten Orten im Hinblick auf Angebote zu christlicher Spiritualität hat sich das Stadtkloster Segen mitten im Szenebezirk Prenzlauer Berg entwickelt. Stundengebete und meditative Übungen gehören zum regelmäßigen Angebot. Unter dem Dach der Kaiser-Friedrich-Gedächtniskirche im Hansaviertel finden unter anderem sogenannte „Oasentage“ und meditative Abendfeiern statt.

### Hilfe für die Nächsten
Das Diakonische Werk Stadtmitte ist Träger zahlreicher sozialer Projekte, beispielsweise des Projektes Stadtteilmütter oder eines Patenprogrammes für Kinder suchtkranker Eltern. Die Diakonie-Sozialstationen kümmern sich um häusliche Krankenpflege, Pflege und Hilfe im Alltag, betreiben Seelsorge und bieten Beratungsangebote. Für die Qualität ihrer Dienstleistungen wurden die Stationen mehrfach ausgezeichnet.
Notübernachtungen, Kleiderkammern, Suppenküchen, das Berliner Projekt Laib und Seele und andere Hilfsangebote für Menschen in Not werden von haupt- und ehrenamtlich Mitarbeitenden der Gemeinden betrieben. Wohnungslose und Menschen, die mit wenig Geld auskommen müssen, finden im Zentrum Gitschiner 15 kulturelle und künstlerische Angebote, die sie kostenlos nutzen können. Das Zentrum Gitschiner 15 ist ein Projekt der Kreuzberger Kirchengemeinde Heilig-Kreuz-Passion und wird ausschließlich über Spenden finanziert.

### Ehrenamtliche Arbeit
Kirche lebt in besonderer Weise von Menschen, die freiwillig und unentgeltlich ihre Zeit und Arbeitskraft ehrenamtlich zur Verfügung stellen. Eine eigene Projektstelle im Kirchenkreis Stadtmitte erarbeitet jedes Jahr ein umfangreiches, kostenfreies Fortbildungsangebot für ehrenamtlich Mitarbeitende.

### Musik in Kirchen
Fast in jeder Gemeinde arbeitet ein fest angestellter Kirchenmusiker. Dementsprechend gibt es in vielen Gemeinden einen oder mehrere Kirchenchöre beziehungsweise Kantoreien. Insgesamt singen mehr als 1300 Erwachsene und Kinder im Kirchenkreis Stadtmitte in Gemeindechören. Im Berliner Dom und in der Gethsemanekirche gibt es eine eigene Singschule für Kinder. Die zehn Posaunenchöre des Kirchenkreises zählen mehr als 150 Mitglieder.
In vielen Kirchen stehen große und gut funktionsfähige Orgeln, oft aus den Jahren des Wiederaufbaus, aber auch einige romantische Instrumente, so die Sauer-Orgel des Berliner Doms und die amerikanische Hook Orgel in der Heilig-Kreuz-Kirche. Ein restauriertes Instrument ist die Kern-Orgel in der St. Marienkirche.

### Angebote für Kinder
Insgesamt 29 Kindertagesstätten in evangelischer Trägerschaft liegen auf dem Gebiet des Kirchenkreises. Ein Großteil davon hat sich zu einem zentralen Kita-Verband mit eigener Geschäftsführung zusammengeschlossen. Außerdem setzt sich der Kita-Verband für die Förderung der Beschäftigung von Männern in Kitas ein.

### Kultur und Bildungsarbeit
Die Kulturstiftung in der St. Matthäuskirche am Berliner Kulturforum fördert den ständigen Dialog zwischen Kirche, Theologie und den Künsten. Die drei evangelischen Schulen arbeiten eng mit Kirchengemeinden zusammen. Die Wille gGmbH ist ein diakonischer Bildungs- und Beschäftigungsträger. Schwerpunkte der Arbeit liegen im Bereich der Fort- und Weiterbildung, der Bildung und Förderung junger Menschen in Kooperation mit Schulen, der Durchführung von beruflichen Bildungs- und Beschäftigungsmaßnahmen. Zudem bietet die Wille Qualifizierungsangebote an Berliner Schulen und in Haftanstalten. Mit der Arbeitsgruppe Cross Roads – Berlin mit anderen Augen bietet der Kirchenkreis Stadtspaziergänge und Kirchenführungen an.

### Friedhöfe
Zu den Gemeinden des Kirchenkreises Stadtmitte gehören 44 Friedhöfe, die sich auf das gesamte Stadtgebiet verteilen. Damit weist der Kirchenkreis Stadtmitte die größte Dichte an Friedhöfen im gesamten Gebiet der Landeskirche aus. Aus diesem Grunde hat der Kirchenkreis die Bildung des Evangelischen Friedhofsverbandes Berlin Stadtmitte (evfbs) beschlossen – des ersten Friedhofsverbandes auf dem Gebiet der Landeskirche. Geschäftsführer war bis 2019 der Pfarrer Jürgen Quandt. 
Seit Februar 2009 bewirtschaftet, entwickelt und berät der Verband nunmehr eigenständig rund 40 dieser Friedhöfe. Zu den Friedhöfen gehören die kulturgeschichtlich bedeutendsten und ältesten noch erhaltenen der Stadt, unter anderem die Friedhöfe vor dem Halleschen Tor in Kreuzberg und der Dorotheenstädtische Friedhof in der Chausseestraße in Mitte. Auf dem Gebiet des Kirchenkreises Berlin Stadtmitte befindet sich zudem die Geschäftsstelle der Stiftung Historische Kirchhöfe und Friedhöfe. Die Stiftung ist auch Trägerin des neuen bundesweiten Netzwerkprojekts www.wo-sie-ruhen.de, eines audio-virtuellen Leitsystems für historische Friedhöfe als App.

### Innovative Nutzungskonzepte
Einige Gemeinden haben innovative Konzepte und Veranstaltungen für neue, zusätzliche Nutzungsmöglichkeiten ihrer Kirchen entwickelt. So wird nach umfangreichen Bau- und Sanierungsarbeiten die Kirche Zum Heiligen Kreuz auch als Kultur- und Sozialzentrum genutzt. In der Passionskirche finden sowohl Gottesdienste als auch Konzerte statt, ebenso die Verteilung von Lebensmitteln an Bedürftige im Projekt Laib und Seele, die Auferstehungskirche dient auch als ökologisches Beratungs- und Bildungszentrum, die St.-Elisabeth-Kirche wird zeitweise als Veranstaltungsort genutzt, die Reformationskirche wird vom Konvent an der Reformationskirche als kiezbezogenes Kultur- und Veranstaltungszentrum genutzt und die Segenskirche beherbergt ein Stadtkloster der Kommunität Don Camillo.

## Kirchengebäude
Folgende Kirchengebäude gehören zum Kirchenkreis Berlin Stadtmitte:
| Kirchengemeinde             | Kirche | Bild                              | Lage | Ortsteil                         |
| --------------------------- | --- | --------------------------------- | ---- | -------------------------------- |
| Am Friedrichshain           | Adventkirche | Adventkirche                      | Lage | Friedrichshain / Prenzlauer Berg |
| Am Friedrichshain           | Zachäus-Ladenkirche |                                   | Lage | Friedrichshain / Prenzlauer Berg |
| Am Friedrichshain           | St.-Bartholomäus-Kirche | Bartholomäuskirche                | Lage | Friedrichshain / Prenzlauer Berg |
| Am Weinberg                 | Sophienkirche | Sophienkirche                     | Lage | Mitte                            |
| Am Weinberg                 | Golgathakirche | Golgatha-Kirche                   | Lage | Mitte                            |
| Am Weinberg                 | Zionskirche | Kirche                            | Lage | Mitte                            |
| Am Weinberg                 | St.-Elisabeth-Kirche | Zionskirche                       | Lage | Mitte                            |
| Am Weinberg                 | St.-Johannes-Evangelist-Kirche | Kirche St. Johannes Evangelist    | Lage | Mitte                            |
| Friedrichshain Süd          | Offenbarungskirche | Kirche                            | Lage | Friedrichshain                   |
| Friedrichshain Süd          | Dorfkirche Stralau | Dorfkirche                        | Lage | Friedrichshain                   |
| Friedrichshain Süd          | Zwinglikirche | Zwinglikirche                     | Lage | Friedrichshain                   |
| Friedrichshain Süd          | Andreashaus | Gemeindehaus Andreas-Kirche       | Lage | Friedrichshain                   |
| Friedrichshain Süd          | Lazarushaus |                                   |      | Friedrichshain                   |
| Heilige Geist               | Heilige-Geist-Kirche | Heilige Geist Kirche              | Lage | Moabit                           |
| Immanuel                    | Immanuelkirche | Immanuelkirche                    | Lage | Prenzlauer Berg                  |
| Kreuzberg                   | Melanchthon-Kirche | Kirche                            | Lage | Kreuzberg                        |
| Kreuzberg                   | St.-Thomas-Kirche | Kirche St. Thomas                 | Lage | Kreuzberg                        |
| Kreuzberg                   | St.-Jacobi-Kirche | Kirche                            | Lage | Kreuzberg                        |
| Kreuzberg                   | Emmaus-Kirche | Emmaus-Kirche                     | Lage | Kreuzberg                        |
| Kreuzberg                   | Ölbergkirche | Ölberg-Kirche                     | Lage | Kreuzberg                        |
| Kreuzberg                   | St.-Simeon-Kirche | Kirche                            | Lage | Kreuzberg                        |
| Martha                      | Martha-Kirche | Martha-Kirche                     | Lage | Kreuzberg                        |
| Oberpfarr- und Domkirche    | Berliner Dom | Berliner Dom                      | Lage | Personalgemeinde                 |
| Pfingst                     | Pfingstkirche | Pfingstkirche                     | Lage | Friedrichshain                   |
| Prenzlauer Berg Nord        | Eliaskirche | Eliaskirche                       | Lage | Prenzlauer Berg                  |
| Prenzlauer Berg Nord        | Gethsemanekirche | Kirche                            | Lage | Prenzlauer Berg                  |
| Prenzlauer Berg Nord        | Paul-Gerhardt-Kirche | Paul-Gerhardt-Kirche              | Lage | Prenzlauer Berg                  |
| Prenzlauer Berg Nord        | Segenskirche | Segenskirche                      | Lage | Prenzlauer Berg                  |
| St. Marien-Friedrichswerder | St. Marien | Kirche St. Marien                 | Lage | Mitte                            |
| St. Marien-Friedrichswerder | Parochialkirche | Parochialkirche                   | Lage | Mitte                            |
| St. Marien-Friedrichswerder | Friedrichswerdersche Kirche (verpachtet an die Nationalgalerie) | Friedrichswerdersche Kirche       | Lage | Mitte                            |
| Tabor                       | Tabor-Kirche | Taborkirche                       | Lage | Kreuzberg                        |
| Tiergarten                  | Erlöserkirche | Erlöserkirche                     | Lage | Moabit / Hansaviertel            |
| Tiergarten                  | Heilandskirche | Heilandskirche                    | Lage | Moabit / Hansaviertel            |
| Tiergarten                  | Kaiser-Friedrich-Gedächtniskirche | Kaiser Friedrich Gedächtniskirche | Lage | Moabit / Hansaviertel            |
| Tiergarten                  | Reformationskirche – Geistliches Leben wird hier nicht mehr von der Ev. Kirchengemeinde Tiergarten verantwortet, sondern vom Konvent an der Reformationskirche als Modellprojekt der EKBO. | Kirche                            | Lage | Moabit / Hansaviertel            |
| Tiergarten                  | Johanniskirche | Kirche                            | Lage | Moabit / Hansaviertel            |
| Samariter-Auferstehung      | Auferstehungskirche | Auferstehungskirche               | Lage | Friedrichshain                   |
| Samariter-Auferstehung      | Samariterkirche | Samariterkirche                   | Lage | Friedrichshain                   |
| vor dem Halleschen Tor      | Christuskirche | Kirche                            | Lage | Kreuzberg                        |
| vor dem Halleschen Tor      | Heilig-Kreuz-Kirche | Kirche Zum Heiligen Kreuz         | Lage | Kreuzberg                        |
| vor dem Halleschen Tor      | Passionskirche | Passionskirche                    | Lage | Kreuzberg                        |

Die Französische Friedrichstadtkirche in Berlin-Mitte wird seit 2022 nur noch von der Französisch-Reformierten Gemeinde genutzt, die zu einem eigenen Kirchenkreis gehört. Die St.-Lukas-Kirche in Kreuzberg wurde 2009 an die Berliner Stadtmission übergeben, die Jerusalemkirche nur noch als Veranstaltungsort genutzt.